# Аллен, Лоуренс Эдмунд
Лоуренс Эдмунд Аллен (англ. Laurence Edmund Allen, 19 октября 1908 года — 12 мая 1975 года) — американский военный корреспондент, награждённый первой Пулитцеровской премией за телеграфный репортаж, а также Премией Клуба Хедлайнеров в 1942 году.

## Биография
Свою журналистскую карьеру Лоуренс Аллен начал в 1926 году в мэрилендской редакции Baltimore News. Через год он переехал в Западную Вирджинию и получил позицию репортёра в Charleston Daily Mail, где проработал следующие шесть лет, дослужившись до позиции редактора. Позднее он перешёл на аналогичную должность в местную редакцию Associated Press. В 1935 году репортёра перевели в вашингтонский филиал информационного бюро, через два года — в нью-йоркский.
По заданию редакции в 1937 году корреспондент отправился в командировку в Европу, где освещал международную и военную повестки вплоть до 1944-го. К моменту начала Второй мировой войны Аллен находился в Риме, но уже в январе 1941 года присоединился к экипажу авианосца «Илластриес» для освещения достижений британского флота. В качестве журналиста он участвовал в сражении у Крита, рейде на Тобрук и других. Всего за время работы на местах военных действий он пережил восемь торпедных атак и бомбардировок, был схвачен и оставался в плену в итальянском военном лагере около восьми месяцев. Корреспондента освободили в обмен на раненых военнопленных в мае 1944 года, после чего он продолжил освещать ситуацию в регионе.
В 1945—1950 годах Аллен в разное время работал и возглавлял польское, советское и израильское филиалы Associated Press. В 1951—1956 годах он путешествовал по Сингапуру, Французскому Индокитаю и Таиланду, чтобы осветить конфликты в Юго-Восточной Азии. В частности, корреспондент участвовал в битве при Дьенбьенфу. С 1957 года он работал в Карибском бассейне. В 1960 году Аллен возглавил американскую пресс-службу Associated Press, но уже через год завершил работу с изданием.

## Награды
Во время своего содержания в итальянском военном лагере в 1942 году Аллен был удостоен первой Пулитцеровской премии за телеграфный репортаж, а также ежегодной Национальной премии Клуба Хедлайнеров (англ. National Headliners Club Award). По окончании военных действий журналист был представлен к бронзовой Награде за защиту свободной прессы как бывший военнопленный. В 1947 году его заслуги отметил король Георг VI, представив журналиста к Ордену Британской империи. Пять лет спустя репортажи Аллена о конфликте в Индокитае принесли корреспонденту почётный крест от французского военного командования.